# Erechthias orchestris
Erechthias orchestris är en fjärilsart som beskrevs av Turner 1932. Erechthias orchestris ingår i släktet Erechthias och familjen äkta malar. Inga underarter finns listade i Catalogue of Life.